# Dekel
Dekel (hébreu : דֶּקֶל, litt. « Palmier »), officiellement Dekel-Kfar Shitufi (דקל-כפר שיתופי, litt. « Dekel - village coopératif ») est un moshav situé dans la zone Hevel Shalom (en) du Néguev, dans le sud d'Israël, près des frontières égyptienne et gazaouie. Rattaché au conseil régional d'Eshkol, il compte 333 habitants en 2017.

## Historique
Une colonie de Nahal nommée Dekel est créée dans la région en 1956, mais elle est abandonnée plus tard dans la même année après la crise du canal de Suez. Un groupe de gar'in (en) appelé Dekel est créé dans la colonie de Yamit (Sinaï) en 1979. Cependant, son installation sur le terrain est retardée par les accords de Camp David qui obligent Israël à se retirer du Sinaï. Le moshav est fondé en avril 1982 par la fédération coopérative Aguda Shitufit avec l'aide de l'Agence juive.
Le moshav fait partie de l'Union agricole.